# Turanogryllus scorteccii
Turanogryllus scorteccii is een rechtvleugelig insect uit de familie krekels (Gryllidae). De wetenschappelijke naam van deze soort is voor het eerst geldig gepubliceerd in 1965 door Chopard.